# NGC 1128
NGC 1128 est une paire de galaxies elliptiques située dans la constellation de la Baleine.NGC 1128 a été découverte par l'astronome américain Lewis Swift en 1886.

## Caractéristiques

### Distance
Sa vitesse par rapport au fond diffus cosmologique est de 6 734 ± 25 km/s, ce qui correspond à une distance de Hubble de 99,3 ± 7,0 Mpc (∼324 millions d'al).
À ce jour, 23 mesures non basées sur le décalage vers le rouge (redshift) donnent une distance de 96,509 ± 9,475 Mpc (∼315 millions d'al), ce qui est à l'intérieur des valeurs de la distance de Hubble.

### NGC 1128, une galaxie active

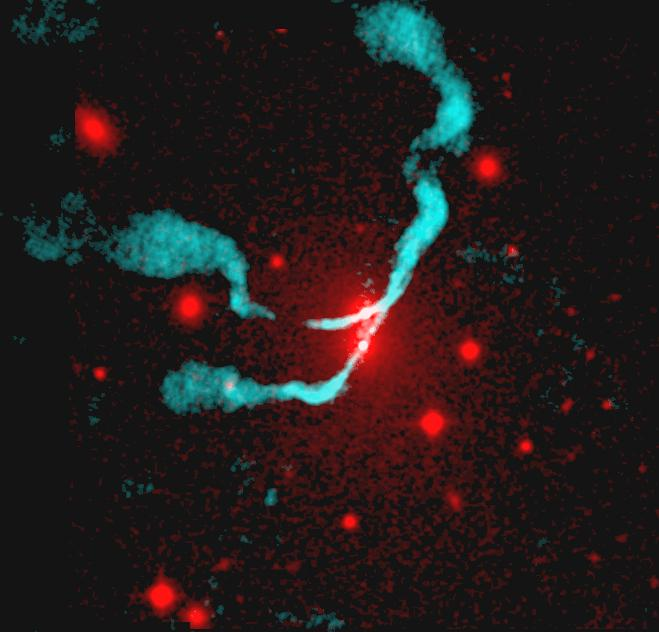
Image radio de la source 3C 75 située dans la paire de galaxies NGC 1128

NGC 1128 est le centre de la radiosource 3C 75. Elle contient deux trous noirs supermassifs en orbite l'un autour de l'autre à une distance estimée à 25 000 années-lumière. On pense que ces deux trous noirs finiront par fusionner.

## Paire de galaxies
Cette paire est constituée de PGC 11188 au sud et de PGC 11189 dont les caractéristiques sont très semblables. NGC 1128 fait partie de l'amas de galaxies Abell 400.